# فیل‌پشه راجا
فیل‌پشه راجا (نام علمی: Toxorhynchites rajah)، گونه‌ای پشه از سرده فیل‌پشه است. بومی صباح، بورنئو مالزی است. در مرحله لاروی خود، فیل‌پشه راجا منحصراً در پارچ‌های گیاه‌پارچ راجا (از این رو نام آن فیل‌پشه راجا است)، گونه‌ای از گیاه‌پارچ‌ها یافت می‌شود. به این ترتیب، یک گیاه‌پارچ‌زی در نظر گرفته می‌شود.